# Maximiliano Pullaro
Maximiliano Nicolás Pullaro (Wheelwright, 6 de diciembre de 1974) es un politólogo y político argentino perteneciente a la Unión Cívica Radical. Se desempeña como gobernador de la provincia de Santa Fe desde el 10 de diciembre de 2023, tras haber sido electo en las elecciones provinciales de septiembre de ese mismo año. Anteriormente había ejercido el cargo de ministro de Seguridad de la provincia de Santa Fe entre 2015 y 2019 bajo la gestión del gobernador Miguel Lifschitz.

## Biografía

### Comienzos
Maximiliano Pullaro se trasladó a los tres años y medio desde Wheelwright a Hughes, donde vivió hasta cumplir la mayoría de edad. 
Posteriormente se radicó en Rosario, donde se recibió de licenciado en Ciencias Políticas, y desarrolló un emprendimiento, el cual era una red de cadetería,  para luego establecer la imprenta que todavía maneja al día de hoy.
Durante su juventud practicó boxeo, llegando a participar de peleas amateurs y tuvo como compañero de prácticas a Marcelo Bielsa.

## Carrera política

### Diputado provincial
En 2012 denunció por supuesto tráfico de estupefacientes a Carlos Ascaini, sindicado como uno de los principales narcotraficantes del sur santafesino. En mayo de ese año, en un operativo realizado por Gendarmería, detuvieron a Ascaini y le hallaron una bolsa con un polvo blanco, pero los análisis de laboratorio arrojaron un resultado negativo. Había un mínimo contenido de esa droga, mezclada con azúcar.
Sin embargo, la investigación de Ascaini derivó en su presunta vinculación con el entonces jefe de policía Hugo Tognoli quien fue elevado a juicio oral y público acusado de tener vínculos con el narcotráfico y prestar amparo a las bandas locales.
En 2014 presentó un proyecto para revisar la seguridad en los estadios de fútbol y restringir el campo de acción de los barrabravas, promoviendo el regreso de hinchada visitante a los partidos, hasta ese entonces prohibidos.

### Ministro de Seguridad
En 2015 asumió como ministro de Seguridad de la provincia de Santa Fe, designado por el gobernador Miguel Lifschitz, quien justificó su elección afirmando: «Apunté a Maximiliano porque lo conozco de años, sé que es honesto y capaz, comprometido, inteligente y con decisión política. Se ha venido preparando desde hace tiempo en la temática, y además ha sido denunciante de algunos de los jefes del narcotráfico que hoy están detenidos».
Su gestión, la basa en la implementación de nuevas tecnologías para las fuerzas provinciales, como el sistema operativo «El Ojo», que conjuga cámaras de videovigilancia, GPS y comunicaciones por el sistema TETRA, y la adquisición de dos mil patrulleros equipados con cámaras y computadoras.
A los pocos días de asumir, se encontró con el conflicto de la Triple Fuga de la cárcel de General Alvear (Buenos Aires), ya que el 9 de enero de 2016, capturaron a Martín Lanatta, Christian Lanatta y Víctor Schillaci en la localidad de Cayastá, dos semanas después de la fuga, en un operativo de la Policía de Santa Fe. Pullaro se expresó diciendo: «queda como experiencia la necesidad de una mayor coordinación entre las fuerzas federales y provinciales», luego de que el Presidente de la Nación Mauricio Macri confirmara que habían atrapado a los tres prófugos, cuando en realidad solo habían atrapado uno. Los otros dos fueron capturados al día siguiente en inmediaciones del lugar.
En diciembre de 2016, tuvo un fuerte conflicto con el gobernador de la provincia de Corrientes, Ricardo Colombi, por realizar allanamientos en la localidad de Goya, problema que terminaría con la detención del jefe de la ex Drogas Peligrosas provincial, José Moyano. El ministro manifestó: «Si nosotros cada vez que que hacemos un allanamiento tenemos que avisar a dónde vamos a allanar eso se puede filtrar y bajo ningún concepto queremos que esto pueda fracasar».
Otro hecho de fuerte trascendencia ocurrió durante 2017, donde a través de un sobre anónimo, le informaron a Pullaro sobre un caso de corrupción por parte de Jefe de Policía Rafael Grau. Dicha denuncia indicaba que se habían realizado sobreprecios en compra de repuestos para patrulleros y cobrado servicios que nunca se brindaron.
Inmediatamente, Pullaro presentó el caso a la justicia donde, luego de investigaciones, culminaron con la detención de Grau y dos policías más.
Pullaro fue clave en la detención de siete miembros de «Los Monos», una agrupación narco criminal reconocida en la ciudad de Rosario. Declaró por el rol que ocupaba el 31 de agosto de 2021, siendo felicitado por gran parte del arco político.

### Candidatura a senador nacional
En las elecciones PASO de 2021, compitió como precandidato a Senador Nacional por la lista «Evolución» dentro de Juntos por el Cambio. Esta lista sigue el lineamiento nacional de dirigentes como Martín Lousteau y Rodrigo de Loredo obteniendo 191.908 votos, siendo superado por Carolina Losada, quien ocupa ese cargo.

### Candidatura a gobernador de Santa Fe 2023
Pullaro decidió presentarse como candidato a gobernador de Santa Fe, acompañado por la exdiputada nacional del PRO, Gisela Scaglia. Debió enfrentarse en las primarias contra Carolina Losada y Mónica Fein.
En las elecciones primarias ganó la interna de Unidos para Cambiar Santa Fe superando a la senadora nacional radical Carolina Losada y la diputada nacional socialista Mónica Fein. En las generales enfrentó al candidato del peronismo Marcelo Lewandowski, derrotándolo por amplio margen y convirtiéndose en el gobernador de la provincia más votado, superando el millón de sufragios.

### Gobernador de Santa Fe
El eje principal de la campaña fue la inseguridad. Asumió al cargo el 10 de diciembre de 2023, siendo sus primeras medidas la restitución de pabellones de alto perfil para los presos por narcotráfico, el aumento de patrulleros en las ciudades de Santa Fe y Rosario, así como también en materia educativa finalizó con la no repitencia en la escuela secundaria.

#### Gabinete de Gobierno
| Ministerios del Gobierno de Maximiliano Pullaro  | Ministerios del Gobierno de Maximiliano Pullaro | Ministerios del Gobierno de Maximiliano Pullaro | Ministerios del Gobierno de Maximiliano Pullaro | Ministerios del Gobierno de Maximiliano Pullaro |
| Cartera                                          | Titular                                         | Titular                                         | Titular                                         | Período                                         |
| ------------------------------------------------ | ----------------------------------------------- | ----------------------------------------------- | ----------------------------------------------- | ----------------------------------------------- |
| Ministerio de Gobierno e Innovación Pública      |                                                 | Fabián Bastiá                                   | UCR                                             | 10 de diciembre de 2023 - actualidad            |
| Ministerio de Economía                           |                                                 | Pablo Olivares                                  | UCR                                             | 10 de diciembre de 2023 - actualidad            |
| Ministerio de Obras Públicas                     |                                                 | Lisandro Enrico                                 | UCR                                             | 10 de diciembre de 2023 - actualidad            |
| Ministerio de Salud                              |                                                 | Silvia Ciancio                                  | UCR                                             | 10 de diciembre de 2023 - actualidad            |
| Ministerio de Educación                          |                                                 | José Goity                                      | UCR                                             | 10 de diciembre de 2023 - actualidad            |
| Ministerio de Desarrollo Productivo              |                                                 | Gustavo Puccini                                 | UCR                                             | 10 de diciembre de 2023 - actualidad            |
| Ministerio de Seguridad y Justicia               |                                                 | Pablo Cococcioni                                | UCR                                             | 10 de diciembre de 2023 - actualidad            |
| Ministerio de Medio Ambiente y Cambio Climático  |                                                 | Enrique Estévez                                 | PS                                              | 10 de diciembre de 2023 - actualidad            |
| Ministerio de Trabajo, Empleo y Seguridad Social |                                                 | Roald Báscolo                                   | PRO                                             | 10 de diciembre de 2023 - actualidad            |
| Ministerio de Igualdad y Desarrollo Humano       |                                                 | Victoria Tejeda                                 | UCR                                             | 10 de diciembre de 2023 - actualidad            |
| Ministerio de Cultura                            |                                                 | Susana Rueda                                    | PS                                              | 10 de diciembre de 2023 - actualidad            |

### Seguridad
Desde el inicio de su mandato, el Gobernador aplicó políticas de fortalecimiento de las fuerzas de seguridad y se incremento el esfuerzo en combatir el narcotráfico en la provincia. Las cifras de homicidios del 2024 fueron las más bajas de la década en Santa Fe, según los datos del Observatorio de Seguridad Pública. Los indicadores de violencia bajaron especialmente en La Capital y Rosario, donde la merma fue del 65,5%.
Se restituyeron los pabellones de alto perfil para presos identificados como "jefes narco" y sicarios en las unidades penitenciarias provinciales. 
Durante su gestión, además, la provincia impulsó la construcción de “El Infierno”, un Centro Reclusorio para Internos de Alto Perfil (CeRiap) en Piñero, que será la cárcel de mayor seguridad de la Argentina: consistirá en cuatro minipenales de 288 celdas, con 12 pabellones de 24 celdas, para alojar a 1.152 reclusos, en total.

### Educación
El 11 de diciembre de 2023, el día después de haber asumido como gobernador, Pullaro firmó el decreto que puso fin a la no repitencia en las escuelas secundarias, con el objeto de priorizar el aprendizaje en las infancias y mejorar la calidad educativa. Además, se impuso un régimen de beneficios para incentivar a maestros y profesores evitando inasistencias por parte del plantel educativo, y se sumó una hora adicional de escolaridad, como resultado de esto, los niveles de ausentismo bajaron notablemente, fuentes oficiales indican que durante el 2024 se redujeron en un total de 800 mil días totales de licencias docentes (comparado con el año anterior), y de esta manera también se redujo el número de paros por parte del sector.
La provincia puso en marcha el Plan de Alfabetización, que busca garantizar que los niños y las niñas adquieran al finalizar el primer ciclo de la educación primaria, una lectura y escritura fluida, la ampliación de su vocabulario, la comprensión y producción de textos acordes a la edad y el dominio del principio alfabético o correspondencia.

### Equilibrio fiscal
El ejercicio económico 2024 de la provincia cerró con un superávit de $ 132.055 millones. La disciplina fiscal, basada en el uso eficiente de los recursos y en mantener el gasto por debajo de los ingresos, permitió equilibrar el déficit del 2023, que había sido de $ 131.015 millones.

### Obra pública
En 2024, Pullaro impulsó un importante plan de inversión de obra pública. Durante ese período, la provincia invirtió 500 millones de dólares, esta cifra supera ampliamente lo invertido en los últimos 20 años en la provincia según datos oficiales. En 2025, el Ejecutivo provincial destinará 1.500 millones de dólares.